# HELL:ON
HELL: ON — треш-дез колектив із Запоріжжя заснований 2005 року Олексієм Паськом та Олегом Талановим. Початково мав назву «Hellion», але наприкінці 2007-го, через наявність на той час кількох гуртів з аналогічною назвою, був перейменований на «Hell: On».

## Історія гурту
Заснували колектив гітарист Олексій Пасько і барабанщик Олег Таланов. За деякий час до них приєдналися басист Олександр Сітало і гітарист Антон Павленко. Місце вокаліста посів Олександр Баєв. Перший значний виступ новоствореного гурту відбувся на «Metal Heads Mission 2005». Від самого початку усі члени гурту проживали у Запоріжжі, але за кілька років Пасько з особистих причин переїхав до Києва, тоді як решта учасників залишилася у рідному місті.
2006-го на лейблі Moon Records вийшов дебютний альбом «Strong Enough». За два роки гурт видає свій наступний альбом — «Re: Born». У 2009 році Антона Павленка змінив Антон Ворожцов. Починаючи з цього року Hell: On давав виступи не лише в Україні, а й в інших країнах Європи. Активно гастролюючи, гурт напрацьовував новий матеріал на майбутнє, і в 2012 році на світ з'явився «Age of Oblivion», до якого увійшли одинадцять композицій, зокрема трек My Doll, виконаний разом із Джефом Вотерсом з Annihilator.
Два наступні альбоми: «Hunt» (2013) і «Once Upon A Chaos» (2015) з'явилися під час співпраці гурту з німецьким лейблом Ferrrum. В першому трек Slaughter Smel був записаний разом із Енді Ла Роком з King Diamond, а Dormition із Мареком Паенком із Vader, автор обкладинки Seth Siro Anton з Septicflesh. У альбомі 2015-го, котрий отримав переважно позитивні відгуки, трек Salvation In Death був виконаний разом із Андреасом Кіссером із Sepultura. На початку 2018-го було заявлено про працю над створенням чергового альбому, присвяченого Хортиці.
17 травня 2024 року був випущений студійний альбом "Shaman".

## Склад

### Постійні учасники
- Олексій «Hellion» Пасько — гітара
- Олег «Leshiy» Таланов — ударні
- Олександр «Німець» Сітало — бас
- Антон «Tony Alien» Ворожцов — гітара
- Олександр Баєв — ведучий вокаліст

### Колишні учасники групи
- Антон Павленко — гітара

## Дискографія

### Демо, EP та компіляції
- Hellion (2005)
- Beyond the Fake (2008)
- In the Shadow of Emptiness (2010)
- Decade of Hell (2015)
- A Glipse Beyond (2019)

### Альбоми
1. Strong Enough (2006)
2. Re: Born (2008)
3. Age of Oblivion (2012)
4. Hunt (2013) (Re-mastered 2020)
5. Once upon a Chaos… (2015)
6. Scythian Stamm (2020)
7. Shaman (2024)[10][11]

### Сингли
- Still on the Way (2008)
- Dead Skin Mask (переспів «Slayer», приурочено до 11-річчя «HELL: On») (2016)
- The Architect's Temple (2020)
- My Testament (2020)